# Knooppunt Ouderkerk aan de Amstel
Knooppunt Ouderkerk aan de Amstel, ook wel knooppunt Amstelplein genoemd, is een nooit gerealiseerd knooppunt dat de verbinding had moeten worden tussen de A3 en de A9. Omdat de A3 nooit gerealiseerd is, is dit knooppunt nooit in gebruik genomen en verworden tot een normale afslag van de A9. De erg ruim opgezette afrit 4 (Ouderkerk aan de Amstel) van de A9 is aangelegd op de taluds van het geplande knooppunt. Aan de wateren rondom de afslag is goed te zien dat het een klaverster of vlinderdas (een kruising tussen een klaverblad en een sterknooppunt) had moeten worden.

## Huidige status
Omdat het zeer onwaarschijnlijk is dat de A3 ooit nog wordt aangelegd is het knooppunt de laatste jaren meer en meer verbouwd tot een normale afslag. De taluds zijn nu deels bebouwd. In 2006 is de zuidelijke afrit heraangelegd waardoor het oorspronkelijke dijklichaam is verdwenen. In 2007 is ook de zuidelijke oprit aangepast. Sinds begin 2009 is de noordelijke afrit aangepast. Met de verlegging van de Zuidtangent (lijn 300, sinds 2017 weer via Oranjebaan en vervangen door lijn 356) is sinds het najaar van 2010 ook de noordelijke oprit aangepast. De oude oprit wordt nu gebruikt voor hulpdiensten. Sindsdien herinnert alleen het ruime viaduct aan het ooit geplande knooppunt Ouderkerk aan de Amstel.
| Aansluitende wegen         | Aansluitende wegen                    | Aansluitende wegen         | Aansluitende wegen | Aansluitende wegen |
| -------------------------- | ------------------------------------- | -------------------------- | ------------------ | ------------------ |
|                            |                                       | richting Amstelveen        |                    |                    |
|                            |                                       |                            |                    |                    |
| richting Haarlem / Alkmaar | richting Almere / Amersfoort/ Utrecht |                            |                    |                    |
|                            |                                       |                            |                    |                    |
|                            |                                       | richting Gouda / Rotterdam |                    |                    |